# Роккаматио из Хельсинки
«Роккаматио из Хельсинки» (англ. The Facts Behind the Helsinki Roccamatios') — сборник рассказов канадского писателя Янна Мартела. Впервые был опубликован издательством Knopf Canada в 1993 году. Сборник оставался без внимания за пределами Канады, но обрёл известность после того, как Мартел в 2001 году получил Букеровскую премию за роман «Жизнь Пи», тем самым, став популярным писателем и вызвав у публики больший интерес к своему творчеству.
Книга состоит из четырёх, не связанных между собой, новелл. В 2004 году шотландское независимое издательство Canongate Books выпускает обновлённый вариант сборника, с предисловием автора, в котором Мартел пишет, что: «Спустя десять лет, я счастлив вновь предложить читающей публике эти четыре рассказа;они слегка подправлены: обуздана юношеская тяга к преувеличениям и, надеюсь, кое-где сглажена неуклюжесть слога». Каждый рассказ, за исключением «Вариации смерти», содержит элемент автобиографичности. Лицо, от которого ведётся большая часть повествования в этих историях, представляет собой студента, молодого белого мужчину, страдающего экзистенциальным кризисом, прототипом которому, вероятно, послужил сам автор. Также, в особенности в первых двух новеллах, имеется множество упоминаний о знаменитых деятелях и предметах культуры, среди которых: Антуан де Сент-Экзюпери, Борис Пастернак, Джек Керуак, «Улисс», «Война и мир» и многое другое. Основные темы ранних произведений Мартела сохраняются в его последующем творчестве.
В России, сборник, вместе с предисловием автора, издаётся компанией Эксмо с 2012 года в переводе Александры Сафроновой.

## Событийный фон Хельсинкских Роккаматио
Заглавная и самая объёмная новелла в сборнике. Сюжет вращается вокруг двадцатитрёхлетнего студента (рассказчика) и его более молодого приятеля Пола, у которого обнаруживают СПИД. Повествование охватывает девять месяцев, проведённых рассказчиком со своим другом и его семьёй. Он много времени пребывает в компании со своим умирающим другом, всячески помогая ему и способствуя поддержанию оптимизма, несмотря на безнадёжность ситуации. Рассказчик решает, что следует это время использовать с толком, создать нечто, что придало бы смысл бессмысленному, и позволило туда «погрузиться». В итоге они вместе пишут историю об итальянских иммигрантах Роккаматио, живущих в столице Финляндии, Хельсинки. Они решают взять за основу историю двадцатого столетия, в промежутке с 1901 по 1986 год. Пользуясь Британикой, они по очереди отмечают каждый год одним историческим событием, как метафорической вехой, тем самым по аналогии параллели между «Улиссом» Джеймса Джойса и Одиссеей Гомера, они составляют 86 глав, сюжет каждой из которых — есть отзвук предложенных событий.
Рассказ в 1991 году получил канадскую литературную награду Journey Prize. А также он был инсценирован и экранизирован.

## Как я слушал сочинение американского композитора Джона Мортона «Рядовой Дональд Дж. Рэнкин, концерт для струнных с одной диссонирующей скрипкой»
Это история о молодом человеке из Канады, приехавшем к своему школьному другу в Вашингтон. Его друг работает в PricewaterhouseCoopers и, из-за работы, никак не может найти время, чтобы провести его со своим гостем. Молодой человек впервые в США, а потому всё время своего пребывания он тратит на прогулки по кварталам Вашингтона. И однажды, по пути домой он натыкается на театральную афишу выступления оркестра ветеранов Вьетнамской войны. После посещения концерта, молодой человек пребывает в восхищении от авторской работы одного из скрипачей оркестра, Джона Мортона, поднявшей в нём бурю мощных эмоций, и он решает догнать, уезжающего на машине, музыканта. Мортон работает уборщиком банковского помещения в ночную смену. Рассказ заканчивается широкой беседой с композитором о художественных импульсах, работе, жизни.

## Вариации смерти
Рассказ, выполненный в духе эпистолярного романа, представляющий собой девять вариантов одного и того же письма, разного содержания, начальника исправительного учреждения в Кантосе, Гарри Парлингтона, извещающих мать приговорённого к смертной казни через повешение Кевина Барлоу, где описываются события его последних дней и смерть."Вариации" не имеют логической связи между собой, и содержание каждой последующей может отличаться от предыдущей, как мелкими деталями, так и радикальными изменениями действий, где постоянными остаются лишь условия.
Существует одноимённая экранизация, снятая канадским кинорежиссёром Джереми Питером Алленом в 2004 году.

## Фирма «Вечная жизнь». Зеркала, что доживут до Царствия небесного
Анекдотичная история о молодом человеке, посещающем свою разговорчивую бабушку, о том, как он роясь в подвале, находит «Зеркальную машину», для домашнего изготовления зеркал. Машина производит зеркала из трёх ингредиентов: масла, белого песка и жидкого серебра, а работает на воспоминаниях. Так, когда бабушка демонстрирует рабочую машину, герой узнаёт о прошлом его семьи, из рассказанных историй, большую часть которых он «так глупо пропустил мимо ушей».

## Прочее
Австралиец Кевин Барлоу был приговорен к смертной казни через повешение в Малайзии в 1986 году, за хранение небольшого количества героина. Это вызвало десятилетний разрыв между Австралией и Малайзией.